# Séverine Gipson
Séverine Gipson, née le 13 décembre 1970 à Évreux (Eure), est une femme politique française, membre de La République en marche. 
Suppléante de Bruno Le Maire, réélu en 2017 député de la 1re circonscription de l'Eure et ministre de l'économie et des Finances du gouvernement Édouard Philippe, Séverine Gipson le remplace sur les bancs de l'Assemblée nationale entre 2017 et 2022.

## Biographie
Cadre en certification au Centre national de prévention et de protection de Saint-Marcel à partir de 2009, elle devient maire sans étiquette de la petite commune de Foucrainville dans l'Eure en 2014. 
En 2017, Séverine Gipson est suppléante de Bruno Le Maire, député de l'Eure dans la première circonscription. Elle le remplace comme députée le 22 juillet 2017, un mois après sa nomination en tant que ministre de l'Économie du gouvernement Philippe. Elle rejoint à cette occasion la commission de la Défense nationale et des Forces armées. Ne pouvant cumuler les fonctions de maire et de député, elle démissionne de sa fonction de maire de Foucrainville le 18 août 2017. Elle est alors remplacée par son adjointe Roselyne Conte. Elle demeure toutefois conseillère municipale de cette commune et conseillère communautaire de l'agglomération Évreux Portes de Normandie jusqu'aux élections municipales de 2020.
Le 31 janvier 2020, lors de la cérémonie des vœux aux habitants de sa circonscription, elle annonce sa volonté d'être de nouveau candidate dans son village de Foucrainville lors des élections municipales. Le 15 mars, elle est réélue conseillère municipale dès le premier tour de scrutin.
Le 5 mai 2022, sa candidature dans la première circonscription de l'Eure à l'occasion des élections législatives est confirmée après la décision de Bruno Le Maire de ne pas se représenter. Elle ne recueille que 49,38 % des voix au second tour face à Christine Loir du Rassemblement national, perdant ainsi son siège à l'Assemblée nationale.